# Frank c. Canada (Procureur général)
Frank c. Canada (Procureur général) est un arrêt de principe de la Cour suprême du Canada rendu en 2019 concernant le droit de vote de personnes qui résident à l'extérieur du Canada. 

## Contexte juridique général antérieur à l'affaire
L'article 3 de la Charte canadienne des droits et libertés (1982) dispose que :  « Tout citoyen canadien a le droit de vote et est éligible aux élections législatives fédérales ou provinciales ».
Ce droit est mis en balance à l'article 1 de la Charte, qui énonce que : «  La Charte canadienne des droits et libertés garantit les droits et libertés qui y sont énoncés. Ils ne peuvent être restreints que par une règle de droit, dans des limites qui soient raisonnables et dont la justification puisse se démontrer dans le cadre d’une société libre et démocratique ».
En mai 1993, le gouvernement de Brian Mulroney a modifié la Loi électorale du Canada afin que les Canadiens vivant à l'étranger puissent voter aux élections fédérales à condition qu'ils soient des « électeurs qui sont absents du Canada depuis moins de cinq années consécutives et qui ont l’intention de revenir résider au Canada ».
Ceux qui revenaient visiter le Canada dans le délai de cinq ans bénéficiaient d'une réinitialisation du délai de 5 ans, de sorte qu'ils conservaient le droit de voter depuis l'étranger. 

## Les faits
Le gouvernement conservateur de Stephen Harper (élu en 2006) a commencé à appliquer strictement la limite de cinq ans, de sorte qu'elle ne soit jamais réinitialisée pour ceux qui ont visité le Canada.
Les dispositions de la loi ont été contestées par les citoyens canadiens Gillian Frank et Jamie Duong. Tous deux travaillaient dans des universités aux États-Unis, car ils ne pouvaient pas trouver de travail convenable au Canada. Lorsqu'ils ont découvert qu'ils ne pouvaient pas voter aux élections fédérales canadiennes de 2011, ils ont intenté une poursuite.
Le gouvernement de Justin Trudeau a déposé la Loi sur la modernisation des élections peu de temps avant la décision de la Cour suprême; la législation a rétabli les droits de vote des expatriés, mais a laissé ouvert la question de savoir si les futurs gouvernements pourraient les retirer à nouveau.

## Jugement de la Cour suprême
La Cour suprême du Canada a accueilli l'appel Gillian Frank et Jamie Duong. Elle a conclu à une violation du droit de vote en vertu de l'article 3 parce que le droit de vote est un droit démocratique fondamental qui se fait au aussi aux dépens de la valeur et de la dignité intrinsèques des citoyens non résidents. 
Elle a ensuite jugé que cette violation du droit de vote ne peut pas être justifiée dans une société libre et démocratique en vertu de l'article 1 de la Charte. Son analyse en vertu de l'article  est centrée sur le critère de proportionnalité enjtre les mesurees bénéfiques et les mesures préjudiciables du test Oakes : « les effets préjudiciables découlant du fait de priver du droit de vote les Canadiens non résidents qui se trouvent à l’étranger depuis cinq ans ou plus l’emportent manifestement sur les éventuels effets bénéfiques du maintien de l’équité électorale ».
La Cour rappelle que « Refuser le droit de vote aux non‑résidents à long terme revient à nier à ces citoyens la possibilité de participer, par l’exercice de leur droit de vote, à l’élaboration de la politique et au fonctionnement des institutions publiques ».